# Hvis det bliver nødvendigt
Hvis det bliver nødvendigt er en dansk dokumentarfilm fra 1946 med instruktion og manuskript af Axel Lerche og Svend Aage Lorentz.

## Handling
Dannelsen af de første danske hjemmeværnsforeninger efter befrielsen til støtte for forsvaret.